# خانه نورانی وصال
خانه نورانی وصال یا موزه نورانی وصال مربوط به دوره پهلوی اول است و در شیراز، خیابان قاآنی کهنه، خیابان حائری، شماره ۱۷ واقع شده و این اثر در تاریخ ۱۰ خرداد ۱۳۸۲ با شمارهٔ ثبت ۸۹۸۹ به‌عنوان یکی از آثار ملی ایران به ثبت رسیده است.
این خانه از سوی عبدالوهاب نورانی وصال و همسرش، طاهره صفارزاده وقف شده‌است.